# روي كانيكو
روي كانيكو هو لاعب كرة قدم برتغالي في مركز الهجوم، ولد في 18 أكتوبر 1995. لعب مع إشتوريل برايا.

## وصلات خارجية
- روي كانيكو على موقع قاعدة بيانات كرة القدم.إي يو (الإنجليزية)
- روي كانيكو على موقع Soccerway.com (الإنجليزية)